# Rovca
Die Rovca  (Montenegrinisch- und Serbisch-kyrillisch Ровца) ist eine historische Region im Zentrum des heutigen Montenegro. Erstmals urkundlich erwähnt wurden die Region in einem Defter aus dem späten 15. Jahrhundert in der östlichen Herzegowina, in dem damals von den Osmanen besetzten Sandschak von Herzegowina. Die Region war Teil der Brda, eine ebenfalls heute in Montenegro liegende historischen Region im Südosten der Dinarischen Gebirgskette. Die Rovca war Siedlungs- und Herrschaftsgebiet der Rovčani, einem nach dieser Region benannter serbischer Volksstamm.